# لونزو بال
لونزو اندرسون بال (انگلیسی: Lonzo Anderson Ball؛ زادهٔ ۲۷ اکتبر ۱۹۹۷) بازیکن بسکتبال اهل ایالات متحده آمریکا است که برای لس آنجلس لیکرز در اتحادیه ملی بسکتبال بازی می‌کند. او پیش از این که توسط لیکرز در درفت سال ۲۰۱۷ انتخاب شود، یک فصل را در تیم دانشگاهی یوسی‌ال‌ای بروینز گذراند.

## سال‌های اولیه
بال در لوس‌آنجلس در آناهایم، کالیفرنیا زاده شده؛ پدر او لاوار و مادرش تینا هر دو بازیکنان بسکتبال دانشگاهی بودند. همچنین لاوار به صورت حرفه‌ای فوتبال آمریکایی بازی می‌کرد.
بال بسکتبال را در دو سالگی آغاز کرد. او با برادرانش، لاملو و لی‌آنجلو بزرگ شد. سه برادر تا زمانی که به دبیرستان بروند با یکدیگر در تیمی به مربیگری پدرشان بازی می‌کردند. بال در دبیرستان چینو هیلز در چینو هیلز، کالیفرنیا بسکتبال بازی می‌کرد.

## دوران حرفه‌ای

### لس آنجلس لیکرز (۲۰۱۷–اکنون)

#### فصل روکی (۱۸–۲۰۱۷)
در ۲۲ ژوئن ۲۰۱۷، بال توسط لس آنجلس لیکرز با پیک دوم درفت ان‌بی‌ای ۲۰۱۷ انتخاب شد. او سومین روکی پیاپی لیکرز پس از براندون اینگرام و دی‌آنجلو راسل (که در روز درفت معاوضه شد) است که در دور دوم درفت شد. در ۳ ژوئیه قراردادی ۴ ساله با معیار روکی با لیکرز بست. در طول لیگ تابستانی ان‌بی‌ای ۲۰۱۷ در لاس وگاس، بال با ثبت میانگین ۱۶٫۳ امتیاز، ۹٫۳ پاس گل، ۷٫۷ ریباند، ۲٫۵ توپ ربایی، و ۱٫۰ بلاک در هر بازی به عنوان ارزشمندترین بازیکن انتخاب شد. او در طول این رقابت‌ها دو تریپل دابل به ثبت رساند که نخستین تریپل دابل در وگاس از سال ۲۰۰۸ و نخستین تریپل دابل توسط یک روکی بود. او با داشتن چهار بازی که در آن بیش از ۱۰ پاس گل داده بود، به نخستین بازیکن تاریخ لیگ تبدیل شد که در بیشتر از یک بازی ۱۰ پاس گل فراهم کرده‌است؛ همچنین میانگین ۹٫۳ پاس گل در هر بازی هم دیگر رکورد ثبت شده در لیگ بود.
او در دومین بازی‌اش توانست آمار ۲۹ امتیاز، ۱۱ ریباند و ۹ پاس گل در برد ۱۳۲–۱۳۰ برابر فینیکس سانز را ثبت کند اما از ثبت رکورد جوان‌ترین بازیکنی که تریپل دابل می‌کند باز ماند. در مسابقه‌ی بعدی، او هشت امتیاز، هشت ریباند و ۱۳ پاس گل را در باخت ۱۱۹–۱۱۲ برابر نیو اورلینز پلیکانز به ثبت رساند و به جوان‌ترین بازیکن تاریخ لیکرز تبدیل شد که در یک بازی بیش از ۱۰ پاس گل داده. در ۱۱ نوامبر، بال در باخت ۹۸–۹۰ برابر میلواکی باکس، در حالی که تنها ۲۰ سال و ۱۵ روز داشت با ثبت ۱۹ امتیاز، ۱۳ پاس گل و ۱۲ ریباند موفق شد تریپل کند و با شکستن رکورد لبران جیمز، رکورد جوانترین بازیکنی را که در مسابقات ان بی ای موفق به ثبت تریپل دابل شده را از آن خود کرد. لبران جیمز در حالی که ۲۰ سال و ۲۰ روز سن داشت نخستین تریپل دابل کرده بود. در ۱۹ نوامبر، او دومین تریپل دابلش را با ۱۱ امتیاز، ۱۶ ریباند، و ۱۱ پاس گل در برد ۱۲۷–۱۰۹ برابر دنور ناگتس به ثبت رساند. این بیشترین تعداد ریباند از فصل ۱۹۹۹–۲۰۰۰ است که توسط استیو فرانسیس با ۱۷ ریباند ثبت شد. وی در کنار بن سیمونز، مجیک جانسون، کونی هاکینگز، آرت ویلیامز و اسکار رابرتسون تنها بازیکنانی هستند که در نخستین ۲۰ بازی در ان‌بی‌ای موفق به ثبت تریپل دابل‌های متعدد شده‌اند.
بال به دلیل رگ به رگ شدن شانه‌اش، بازی روز کریسمس برابر پورتلند تریل بلیزرز را از دست داد. او پس از این که شش بازی را از دست داد به زمین بسکتبال بازگشت و پس از انجام پنج بازی، در بازی برابر دالاس ماوریکس در ۱۳ ژانویه ۲۰۱۸، دچار مصدومیت در رباط طرفی داخلی در زانوی سمت چپش شد. انتظار می‌رفت که او یک تا سه هفته از زمین‌های بسکتبال دور باشد.

#### فصل ۱۹–۲۰۱۸
در ۱۷ ژوئیه ۲۰۱۸، بال برای درمان پارگی مینیسک زانویش تحت آرتروسکپی قرار گرفت.

## زندگی شخصی
بال به مدت طولانی با دنیس گارسیا روابط عاشقانه داشت. این زوج در دبیرستان با هم آشنا شده بودند، اما در تابستان ۲۰۱۸ جدا شدند. این زوج صاحب یک دختر هستند.